# Hula (film)
Hula è un film muto del 1927 diretto da Victor Fleming.

## Trama
Figlia di un piantatore hawaiano, Hula Calhoun segue i consigli dello zio Edwin, che la educa a una vita semplice e naturale, lontana dalle convenzioni sociali vigenti in famiglia. Corteggiata con adorazione da Harry Dehan, Hula gli preferisce un ingegnere inglese venuto nell'isola per sovrintendere alla costruzione di una diga. La ragazza però scopre che Haldane, l'ingegnere, è già sposato.
Lui, in effetti, la tiene a distanza ma, a una festa, Hula riesce a provocarlo tanto che lui le promette che otterrà il divorzio. Quando la signora Haldane appare, Hula si mette d'accordo con uno dei caposquadra per far saltare con la dinamite un punto della diga. Pensando che ormai il marito è rovinato, la signora Haldane accetta il divorzio. E i due innamorati possono finalmente convolare a nozze.

## Produzione
Il film fu prodotto dalla Paramount Pictures.
Nel ruolo del ragazzo hawaiano recita Duke Kahanamoku, campione olimpico di nuoto, vincitore della medaglia d'oro alle olimpiadi di Stoccolma e a quelle di Anversa del 1920.

## Distribuzione
Distribuito dalla Paramount Pictures, il film - presentato da Jesse L. Lasky e da Adolph Zukor - uscì nelle sale cinematografiche USA il 28 agosto 1927. In Austria, dove il film uscì nel 1928, venne titolato come Die Lulu von Honolulu.
Il 1º ottobre 2009 ne è uscita una versione digitalizzata in 61 minuti distribuita dalla Sunrise Silents DVD edition
Scene del film sono citate nel documentario del 1965 Le dee dell'amore (The Love Goddesses) di Saul J. Turell.